# Леннон, Шон
Шон Таро Оно Леннон (англ. Sean Taro Ono Lennon, японское имя: Оно Таро (яп. 小野 太郎 Оно Таро:), известный как Шон Оно Леннон) (род. 9 октября 1975) — американский певец, композитор, музыкант и актёр, сын Джона Леннона и Йоко Оно. Кёко Чан Кокс — его единоутробная сестра, а Джулиан Леннон — единокровный брат. Крёстным отцом Шона является Элтон Джон.

## Биография

### Молодость и обучение
Шон Леннон родился в Нью-Йорке в районе под названием Манхэттен, 9 октября 1975 года, в день тридцатипятилетия своего отца, Джона Леннона. Он имеет японское происхождение по материнской линии, и английско-валлийское и ирландское происхождение по отцовской линии. После рождения сына, Джон стал примерным семьянином, души не чаявшим в своём сыне, до тех пор, пока не был убит в 1980 году. Ему было 40 лет.
Шон получал образование в Швейцарии, в частной школе-интернате Institut Le Rosey, где также в разное время учились принц Эдвард, король Бельгии Альберт II, Доди Аль-Файед и участники группы The Strokes, Джулиан Касабланкас и Альберт Хаммонд-младший. До этого он учился в частной нью-йоркской школе этической культуры и школе Далтон. По окончании Института Ли Роси посещал в течение только трёх семестров Колумбийский университет, который бросил ради музыкальной карьеры.
Его первым публичным музыкальным опытом стало участие в записи альбома Йоко Оно Season of Glass, 1981 года. На записи он пересказывал по памяти историю, которую время от времени ему рассказывал его отец.
В 9 лет Шон исполнил песню «It’s Alright» на трибьюте Йоко Оно 1984 года Every Man Has A Woman.
В 1988 Шон сыграл роль в фильме «Moonwalker» Майкла Джексона. Позже он вспоминал работу с Джексоном как несомненно положительный опыт. Его первыми серьёзными музыкальными пробами были работа в сотрудничестве с Ленни Кравицом, на альбоме последнего Mama Said, 1991 года и участие в группе для выступления на IMA, для поддержки альбома его матери Risin, 1995 года.

### Cibo Matto и Into The Sun

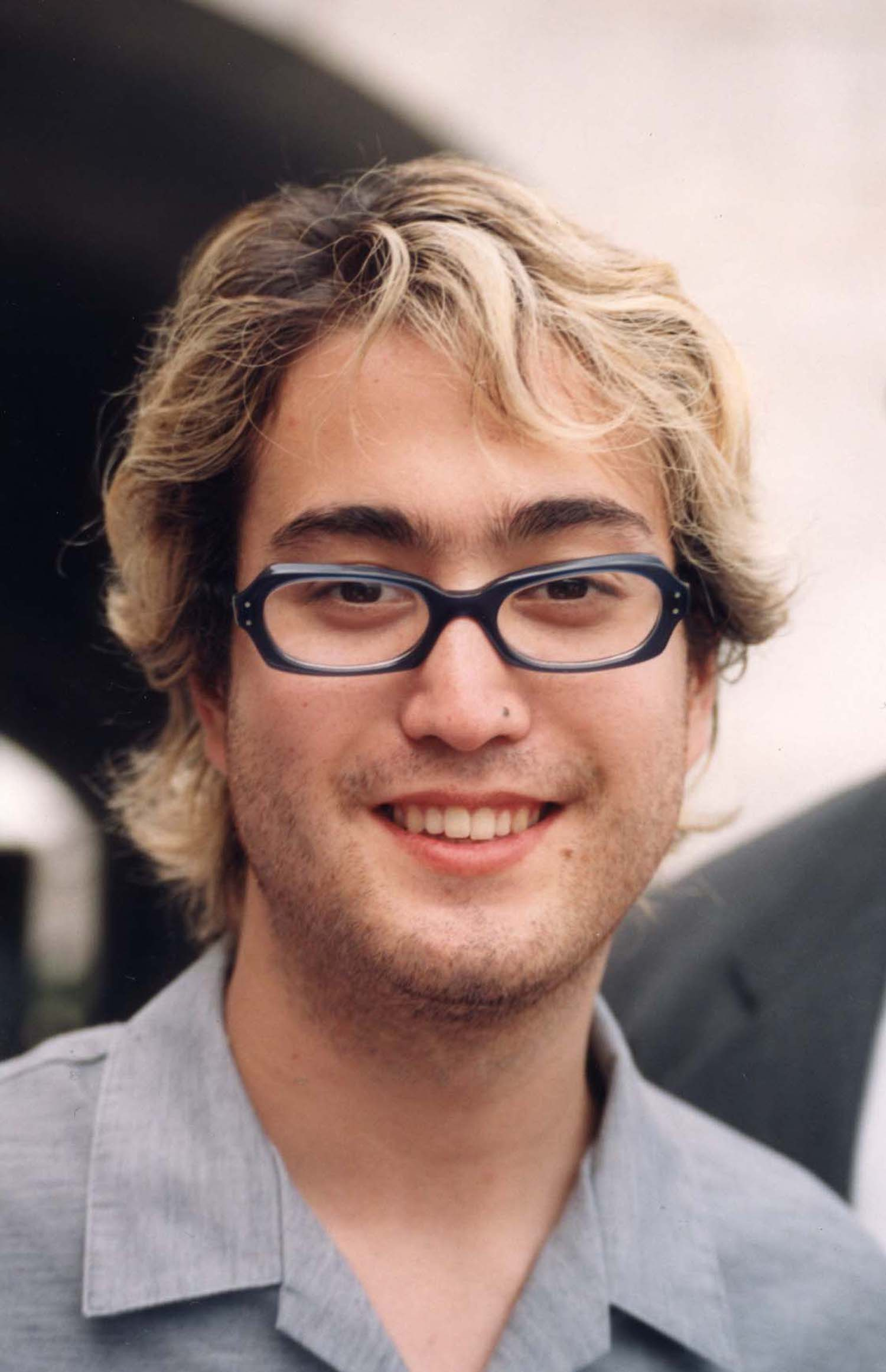
Леннон 8 мая 1998 года

В 1997 году Леннон (вместе с приятелем, Тимо Эллисом) присоединился к обосновавшемуся в Нью-Йорке дуэту Cibo Matto (Михо Хатори и Юка Хонда) для записи второй пластинки последних, Super Relax. В течение его объединения с Cibo Matto, он был сближен с Адамом Яухом из Beastie Boys, выражавшим интерес к его музыке. Дебютный альбом Леннона Into The Sun был выпущен в 1998 году на лейбле Beastie Boys «Grand Royal Records». Касательно Grand Royal, Шон сказал, «кажется, я нашел единственный лейбл на планете, не беспокоившийся о том, кто мои родители и каково моё имя. Это прекрасно, знать, что я не получу предложения, если им не понравятся мои песни. Это не так уж часто встретишь в музыкальном бизнесе!». Into The Sun был спродюсирован коллегой по Cibo Matto, в дальнейшем ставшей его девушкой, Юкой Хонда (Yuka Honda), которая, как сказал Шон, вдохновляла его на протяжении всей работы над альбомом. Режиссёром музыкального видео «Home» на сингл с альбома, был Спайк Джонз (Spike Jonze). Cibo Matto выступили в роли группы Шона на Into The Sun и присоединились к нему в финальной сцене видео на песню «Home».
В 1999 году был выпущен мини-альбом Шона Half Horse, Half Musician, на котором было представлено несколько новых треков, таких как «Heart & Lung» and «Happiness», равно как и ремиксы песен с Into The Sun. В этом же году Cibo Matto выпускают свой второй альбом Stereo Type A. К разочарованию многих поклонников Cibo Matto, альбом Stereo Type A стал последним альбомом группы, после чего она распалась. Миллениум застал Шона неуверенно шагающим в миры хип-хопа и метала. Он записывал вокал для Del tha Funkee Homosapien, Jurassic 5, Handsome Boy Modeling School (в которой он исполнил дуэтом с Джушем Хайденом песню «Sunshine»), и Soulfly Макса Кавалеры.
В 2001 году Шон исполнил «This Boy» и «Across The Universe» в живую с Руфусом Уэйнрайтом (бывший сосед по комнате) и Moby для Come Together: A Night for John Lennon’s Words and Music. В следующие несколько лет Шон удаляется от всеобщего внимания (и стоит в стороне от внимания медиа, встречаясь с Элизабет Джаггер и Бьюо Филлипс). Как бы там ни было, он продолжает сотрудничать с разными группами и музыкантами как музыкант или как продюсер.

### Наши дни

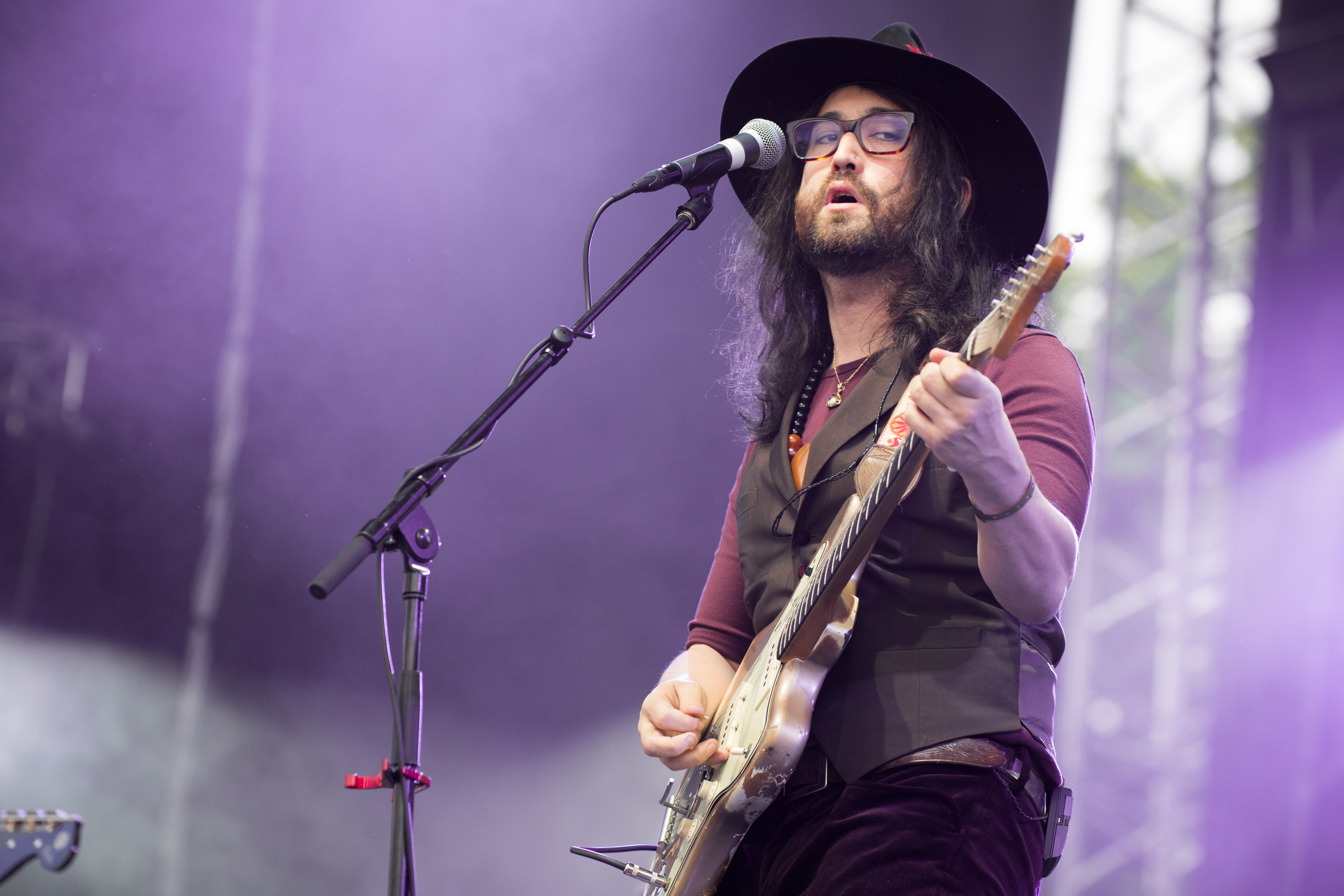
Франция, июнь 2015 года

После прекращения деятельности Grand Royal Records в 2001 году Шон подписал контракт с Capitol Records, чья материнская компания, EMI, в течение многих лет выпускала музыкальную продукцию его отца. Было выпущено огромное количество и записей The Beatles и его сольных записей. У Шона по-прежнему не был выпущен свежий материал, но в начале февраля 2006 выходит «Dead Meat», первый сингл его нового альбома, Friendly Fire. Рекламный трейлер для CD/DVD издания Friendly Fire был выложен в интернет в начале 2006. Трейлер включал в себя сцены из киноверсии альбома — музыкальные клипы были составлены в фильм. Фактически, клипы были пробами на роль в киноадаптации романа «Дети из камеры хранения» (Coin Locker Babies), ещё одного проекта, над которым работал Леннон, и, чтобы не терять материал, Шон решил сделать кино-копию своего альбома. Friendly Fire был выпущен в октябре 2006 года. В день выхода альбома Леннон впервые с 2001 года выступил на телевидении, сыграв «Dead Meat» на Ночном шоу Дэвида Леттэрмана (Late Show with David Letterman). Леннон также выступил на «Шоу Шэрон Осборн» (The Sharon Osbourne Show) (Великобритания) и «Поздней ночью с Конан О’Брайан» (Late Night with Conan O’Brien). Помимо своего сольного проекта, в 2006 Леннон также работал с Джорданом Гэлландом (Jordan Galland) и его группой Dopo Yume над записью их альбома The Secret Show. Также Шон помогал гитаристу The Strokes, Альберту Хаммонду младшему (Albert Hammond, Jr) в записи его дебютного сольного альбома Yours to Keep. В октябре 2006 стартовало мировое турне в поддержку альбома Friendly Fire, и пока Шон был во Франции, он сделал ремикс песни «Parachute» в сотрудничестве с французским музыкантом -M-. Ремикс был озаглавлен «L’éclipse». В октябре 2007 Леннон выступил на БиБиСи Электрик Промс (BBC Electric Proms) с Марком Ронсоном как приглашенный певец для исполнения песен «Sail on, Sailor» и «We Can Work It Out» вместе с Дэниелем Мерриуизером (Daniel Merriweather) и Тавиа (Tawiah). В настоящее время вместе со своей девушкой состоит в группе the Ghost of a Saber Tooth Tiger.
В 2015 году совместно с басистом Primus Лесом Клейпулом создал проект The Claypool Lennon Delirium. В 2016 году вышел дебютный альбом дуэта «Monolith of Phobos».
В 2017 году записал совместную композицию с американской певицей Ланой Дель Рей на её новом альбоме.
Шон дружит с сыновьями коллег отца по «Beatles», сыном Джорджа Харрисона, Дхани и сыном Пола Маккартни, Джеймсом.

## Музыкальные влияния
Шон Леннон говорил, что Брайан Уилсон (Brian Wilson) и The Beach Boys оказали наибольшее влияние на его музыку. Он даже интервьюировал Брайана Уилсона для диска, вышедшего лимитированным тиражом и названного Words and Music. В течение релиза Into The Sun Шон часто говорил о восхищении, вызванном бразильской группой Os Mutantes. Позже, находясь в Бразилии, Шон выступал вживую с Арнальдо Баптистой (Arnaldo Baptista) (бас-гитарист и вокалист Os Mutantes) и позже делал дизайн для альбома Os Mutantes Tecnicolor 2000 года. Шон Леннон утверждает, что альбом Check Your Head группы Beastie Boys, содержащий множество музыкальных композиций различных стилей, часто был источником его вдохновения.
В 2021 году исполнил кавер-версию песни fountains of Wayne- Fire Island.

## Сольная дискография

### Альбомы
- Into The Sun (1998)
- Friendly Fire (2006)
- Ava`s Possessions (2016)

### Мини-альбомы
- Half Horse, Half Musician (1999)

### Синглы
- Home (1998)
- Queue (Radio Mix) (1999)
- Dead Meat (2006)
- L’ éclipse (2007), в сотрудничестве с -M-.

## Совместно с the Ghost of a Saber Tooth Tiger
- Acoustic Sessions (2010)
- The Ghost of a Saber Tooth Tiger#La Carotte Bleue (2011)
- The Ghost of a Saber Tooth Tiger#Midnight Sun (2014)

## Продюсирование
- Sean Lennon — Half Horse Half Musician (1999)
- Valentine Original Soundtrack (2001)
- Esthero — Wikked Lil' Grrrls (2005)
- Sean Lennon — Friendly Fire (2006)
- Irina Lazareanu — Some Place Along the Way (2007)
- Tamerlane Phillips — Untitled (2007)
- Temples - Paraphernalia (сингл, 2020)

## Фильмография

### В качестве актёра
- Лунная походка / Moonwalker (1988)
- Огонь по своим / Friendly Fire (2006)
- Дети из камеры хранения / Coin Locker Babies (2008)
- Монстр в Париже / A Monster in Paris (2011) (озвучил Монстра в американском варианте)
- Не спать / Awake (2010)
- Альтер Эго / Alter Egos (2012)
- Carrapicho / Tic Tic Tac (1979)

### В качестве сценариста
- Улыбнись для камеры / Smile for the Camera (2005)
- Огонь по своим / Friendly Fire (2006)
- Дети из камеры хранения / Coin Locker Babies (2008)